# Lex Scholten

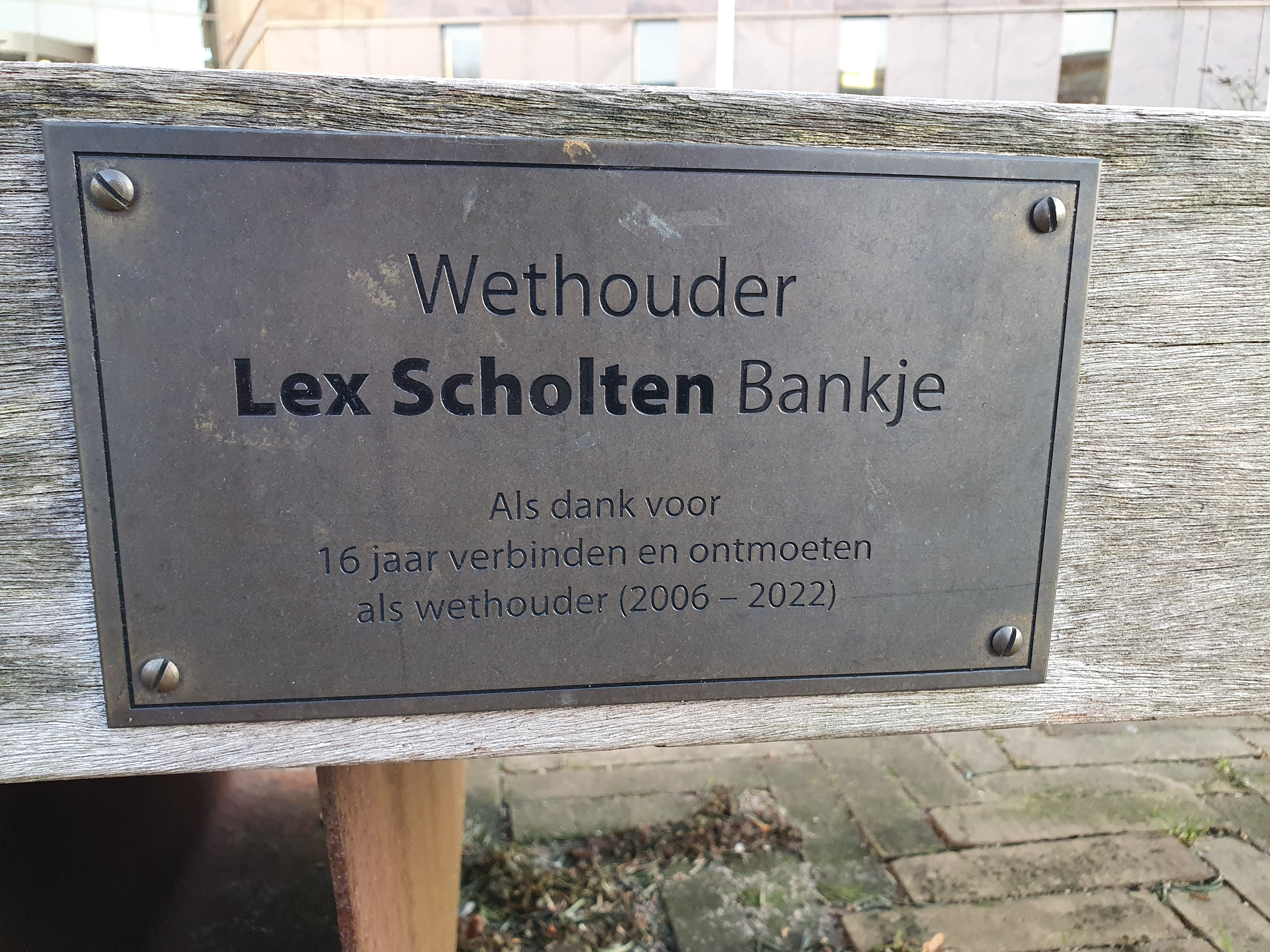
Lex Scholtenbank (januari 2025)

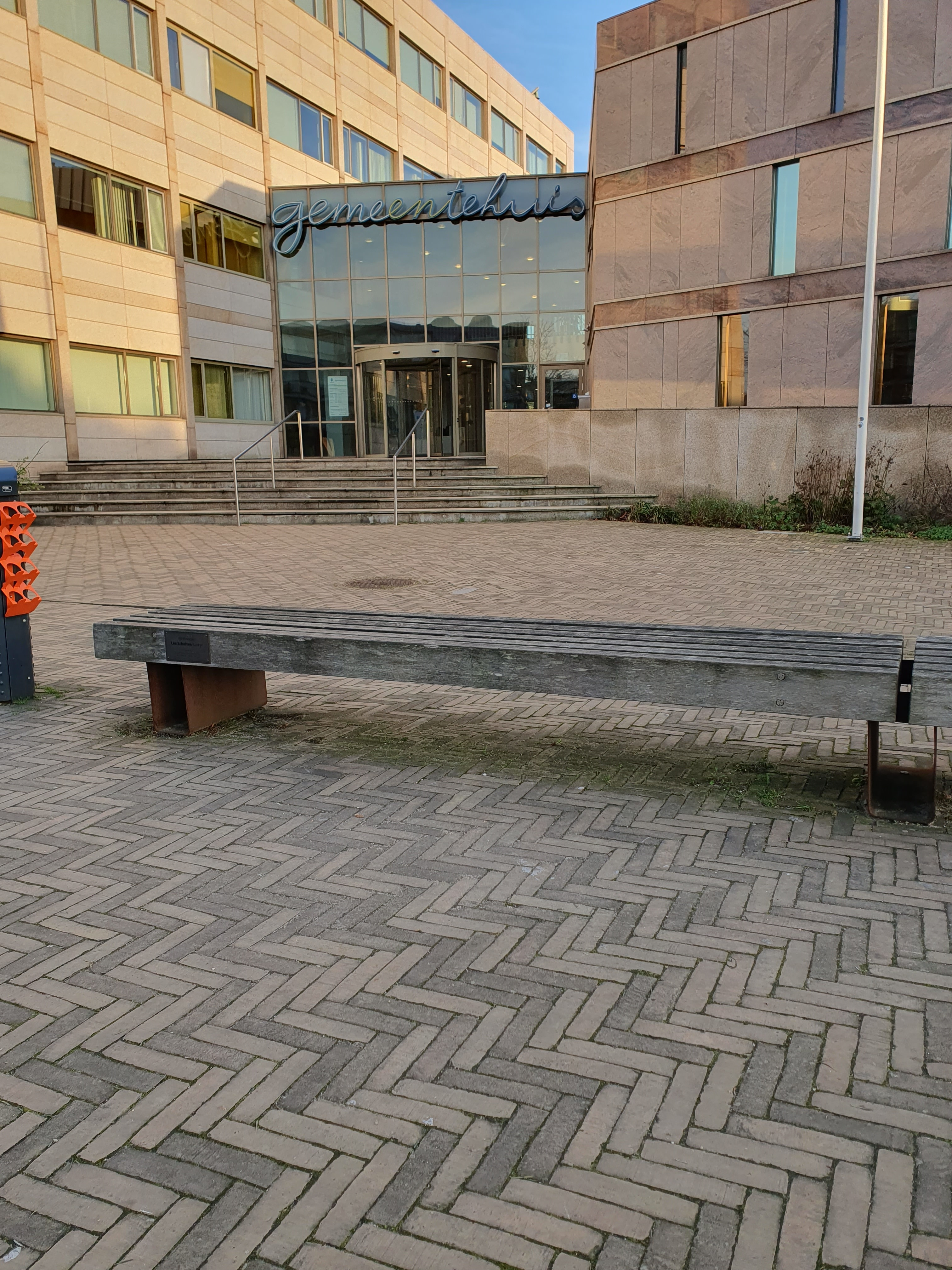
Lex Scholtenbank (januari 2025)

Alexander Johannes Maria (Lex) Scholten (Amsterdam, 2 oktober 1954 – Diemen, 27 december 2024) was een Nederlands politicus.
Volgens zijn LinkedIn-pagina studeerde Scholten bedrijfseconomie aan de HEAO (1973-1977) en bestuurswetenschappen aan de Universiteit van Amsterdam (1981-1987). Hij werkte enige tijd voor Schiphol (1980-1987). Scholten werkte tussen 1987 en 1998 als directeur financiën en technische zaken bij woningcorporatie Nieuw Amsterdam, die de herontwikkeling van de nieuwe wijk Amsterdam-Zuidoost (Bijlmermeer) onder haar hoede had. Hij kreeg te maken met onder andere sloop van honingraatflats Geinwijk en Gerenstein (flats maakten plaats voor laagbouw), liquiditeitsproblemen en de Bijlmerramp. Daarna volgde een periode tussen 1998 en 2003 bij Woningstichting Patrimonium.
Scholten maakte vooral naam als wethouder binnen de gemeente Diemen. Hij stapte in de jaren zeventig de politiek in onder inspiratie van Joop den Uyl; een lidmaatschap van de Partij van de Arbeid was logisch. Die partij vroeg Scholten regelmatig voor het wethouderschap, maar Scholten weigerde een aantal keer. In 2006 stelde hij zich dan toch kandidaat en werd wethouder in een college van Partij van de Arbeid, VVD en GroenLinks onder leiding van Amy Koopmanschap (GL). Hij dacht wel een periode te kunnen uitdienen. Het werden ten slotte vier termijnen; na zestien jaar nam hij in 2022 onder haar opvolger Erik Boog afscheid van de politiek. 
Tijdens die periode ontwikkelde Diemen zich van ingesukkeld dorp met een onrustig bestuur naar een snel groeiende plaats (van 20.000 naar 30.000 inwoners). Op Scholtens initiatief werd de woonwijk Sniep aangelegd en voltooid en begon men met de ontwikkeling van Bergwijkpark en de herontwikkeling naar Holland Park, samen met Sjoerd Soeters. Ook gold zijn invloed bij de ontwikkeling van de Oost-West-as door Diemen. Scholten maakte zich als sociaaldemocraat hard voor voldoende sociale woningbouw binnen zijn gemeente. Tijdens zijn werkperiode had hij het wel eens aan de stok met projectontwikkelaars en buurgemeente Amsterdam, zeker in bestuurslichamen als Stadsregio Amsterdam en Metropoolregio Amsterdam. Na zijn pensioen in 2022 bleef hij zich verzetten tegen de verkoop van sociale woningen en nam hij afstand van het beleid van ministers Hugo de Jonge en Mona Keijzer.   
De gemeente Diemen eerde Scholten met een kleine plaquette op zijn ”tweede kantoor”, een bankje voor het stadhuis van Diemen.

## Privé
Lex Scholten was getrouwd; het echtpaar had twee kinderen. Lex Scholten werd zeventig jaar. 